# Steven Tronet
Steven Tronet (Calais, 14 ottobre 1986) è un ex ciclista su strada francese, attivo tra gli Elite/Under-23 dal 2006 al 2019. Nel 2015 ha vinto il titolo nazionale in linea.

## Carriera
Professionista dal 2007 con la Roubaix-Lille Métropole, coglie la sua prima vittoria l'anno successivo nelle tappa iniziale della Ronde de l'Oise. Nel 2012, dopo cinque anni nella squadra Roubaix, si trasferisce all'Auber 93-BigMat; con questa squadra si aggiudica la Parigi-Troyes 2014 e il titolo nazionale di Francia nel 2015, precedendo Tony Gallopin e Sylvain Chavanel sul traguardo di Chantonnay. 

## Palmarès
- 2008 (Roubaix Lille Métropole, una vittoria)

1ª tappa Ronde de l'Oise
- 2010 (Roubaix Lille Métropole, una vittoria)

Classifica generale Ronde de l'Oise
- 2011 (Roubaix Lille Métropole, una vittoria)

Tour du Canton de Saint-Ciers
- 2012 (Auber 93, una vittoria)

5ª tappa Circuit de Lorraine (Thionville > Hayange)
- 2013 (Auber 93, una vittoria)

Classifica generale Challenge d'Or
- 2014 (Auber 93, due vittorie)

Grand Prix de la Ville de Lillers
Parigi-Troyes
- 2015 (Auber 93, quattro vittorie)

2ª tappa Circuit des Ardennes (Sévigny-la-Forêt > Signy-le-Petit)
2ª tappa Ronde de l'Oise (Auneuil > Le Plessis-Belleville)
5ª tappa Route du Sud (Lourdes > Auch)
Campionati francesi, Prova in linea

## Piazzamenti

### Classiche monumento
- Parigi-Roubaix

2016: 95º